# Dipoena petrunkevitchi
Dipoena petrunkevitchi är en spindelart som beskrevs av Roewer 1942. Dipoena petrunkevitchi ingår i släktet Dipoena och familjen klotspindlar.
Artens utbredningsområde är Myanmar. Inga underarter finns listade i Catalogue of Life.